# Mörön (thành phố)
Mörön (tiếng Mông Cổ: Мөрөн, có nghĩa là. "sông"; cũng được viết là Murun, Moron) là thành phố tỉnh lị của tỉnh Khövsgöl ở miền bắc Mông Cổ. Trước năm 1933, Khatgal giữ vai trò là tỉnh lị.
Mặc dù là một thành phố chậm phát triển, Mörön có một bệnh viện, một bảo tàng, một nhà hát, một bưu điện, một số trường học và nhà trẻ, và có một khu chợ ngoài trời lớn nhất đất nước Mông Cổ. Đô thị có trạm điện của riêng mình. Ngoài ra, thành phố cũng được nối với hệ thống điện năng trung ương của Mông Cổ từ năm 2004.

## Lịch sử
Điểm định cư này xuất hiện cùng với Tu viện Möröngiin Khuree vào năm 1809/11 bên bờ sông Delgermörön. Bước vào đầu thế kỷ 20, tu viện được mở mang với số lạt ma lên đến 1300 người, tuy nhiên nó đã bị phá hủy vào năm 1937. Một tu viện nhỏ Danzadarjaa Khiid mới được xây dựng ở phía tây thành phố từ thập niên 1990.

## Dân cư
| 1959  | 1969   | 1979   | 1989   | 1994   | 2000   | 2005   | 2007   |
| ----- | ------ | ------ | ------ | ------ | ------ | ------ | ------ |
| 9.000 | 11.200 | 16.500 | 21.300 | 27.230 | 28.147 | 35.872 | 36.082 |

## Sân bay
Sân bay Mörön (ICAO:ZMMN, IATA: MXV) có hai đường băng, trong đó một đường đã được trải nhựa và một được trải sỏi. Sân bay có các tuyến bay định kỳ đến và đi thủ đô Ulan Bator. Một số chuyến bay đến các tỉnh miền tây cũng dừng tại sân bay này.

## Khí hậu
Mörön có khí hậu bán khô hạn (Köppen BSk) với một mùa đông dài, khô và bằng giá còn mùa hè ngắn và ấm.
| Dữ liệu khí hậu của Mörön                | Dữ liệu khí hậu của Mörön | Dữ liệu khí hậu của Mörön | Dữ liệu khí hậu của Mörön | Dữ liệu khí hậu của Mörön | Dữ liệu khí hậu của Mörön | Dữ liệu khí hậu của Mörön | Dữ liệu khí hậu của Mörön | Dữ liệu khí hậu của Mörön | Dữ liệu khí hậu của Mörön | Dữ liệu khí hậu của Mörön | Dữ liệu khí hậu của Mörön | Dữ liệu khí hậu của Mörön | Dữ liệu khí hậu của Mörön |
| Tháng                                    | 1                         | 2                         | 3                         | 4                         | 5                         | 6                         | 7                         | 8                         | 9                         | 10                        | 11                        | 12                        | Năm                       |
| ---------------------------------------- | ------------------------- | ------------------------- | ------------------------- | ------------------------- | ------------------------- | ------------------------- | ------------------------- | ------------------------- | ------------------------- | ------------------------- | ------------------------- | ------------------------- | ------------------------- |
| Cao kỉ lục °C (°F)                       | 4.5 (40.1)                | 9.2 (48.6)                | 18.7 (65.7)               | 27.1 (80.8)               | 32.5 (90.5)               | 35.4 (95.7)               | 33.9 (93.0)               | 33.0 (91.4)               | 28.8 (83.8)               | 23.6 (74.5)               | 10.7 (51.3)               | 9.6 (49.3)                | 35.4 (95.7)               |
| Trung bình ngày tối đa °C (°F)           | −14.5 (5.9)               | −9.3 (15.3)               | 0.8 (33.4)                | 9.9 (49.8)                | 18.2 (64.8)               | 22.9 (73.2)               | 23.4 (74.1)               | 21.9 (71.4)               | 16.7 (62.1)               | 7.6 (45.7)                | −3.7 (25.3)               | −12.1 (10.2)              | 6.8 (44.2)                |
| Trung bình ngày °C (°F)                  | −22.7 (−8.9)              | −18.3 (−0.9)              | −8.0 (17.6)               | 1.4 (34.5)                | 9.7 (49.5)                | 15.2 (59.4)               | 16.2 (61.2)               | 14.4 (57.9)               | 7.9 (46.2)                | −0.7 (30.7)               | −11.4 (11.5)              | −19.8 (−3.6)              | −1.3 (29.7)               |
| Tối thiểu trung bình ngày °C (°F)        | −28.8 (−19.8)             | −25.8 (−14.4)             | −15.9 (3.4)               | −6.4 (20.5)               | 1.2 (34.2)                | 7.5 (45.5)                | 10.1 (50.2)               | 7.6 (45.7)                | 0.4 (32.7)                | −8.0 (17.6)               | −18.0 (−0.4)              | −25.6 (−14.1)             | −8.5 (16.7)               |
| Thấp kỉ lục °C (°F)                      | −45.7 (−50.3)             | −44.3 (−47.7)             | −34.6 (−30.3)             | −22.3 (−8.1)              | −11.7 (10.9)              | −5.8 (21.6)               | 1.4 (34.5)                | −1.6 (29.1)               | −12.7 (9.1)               | −27.3 (−17.1)             | −37.9 (−36.2)             | −45.8 (−50.4)             | −45.8 (−50.4)             |
| Lượng Giáng thủy trung bình mm (inches)  | 1.3 (0.05)                | 1.0 (0.04)                | 0.8 (0.03)                | 7.0 (0.28)                | 15.3 (0.60)               | 42.6 (1.68)               | 59.6 (2.35)               | 54.1 (2.13)               | 17.5 (0.69)               | 5.3 (0.21)                | 1.9 (0.07)                | 1.4 (0.06)                | 207.8 (8.18)              |
| Số ngày giáng thủy trung bình (≥ 1.0 mm) | 0.5                       | 0.5                       | 0.5                       | 1.4                       | 2.9                       | 6.8                       | 10.2                      | 8.0                       | 3.7                       | 1.3                       | 0.3                       | 0.4                       | 36.5                      |
| Số giờ nắng trung bình tháng             | 168.4                     | 199.0                     | 252.6                     | 250.0                     | 294.5                     | 291.5                     | 274.3                     | 274.1                     | 249.0                     | 224.9                     | 168.1                     | 154.5                     | 2.800,9                   |
| Nguồn: NOAA                              |                           |                           |                           |                           |                           |                           |                           |                           |                           |                           |                           |                           |                           |

## Hình ảnh

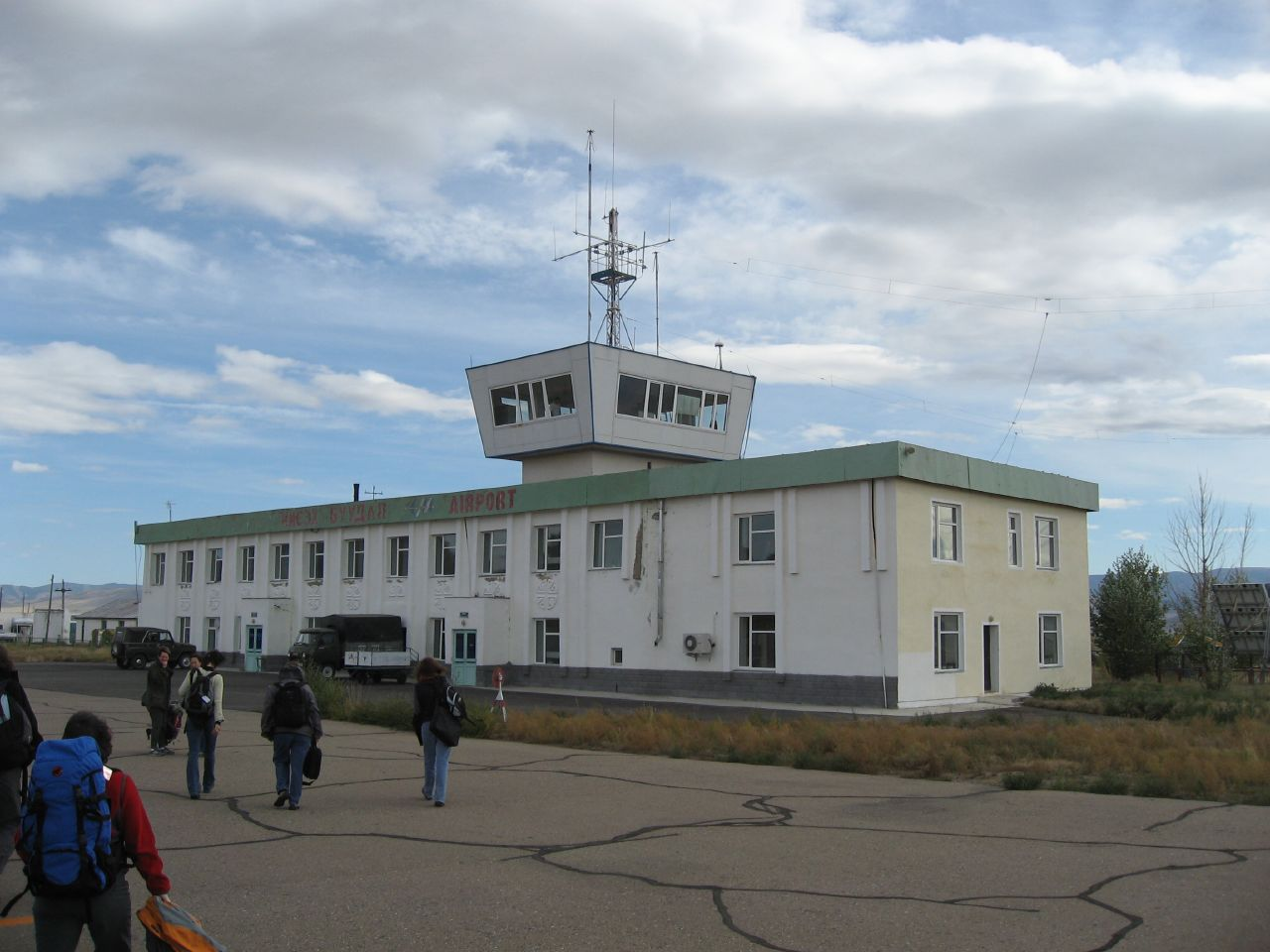
Sân bay
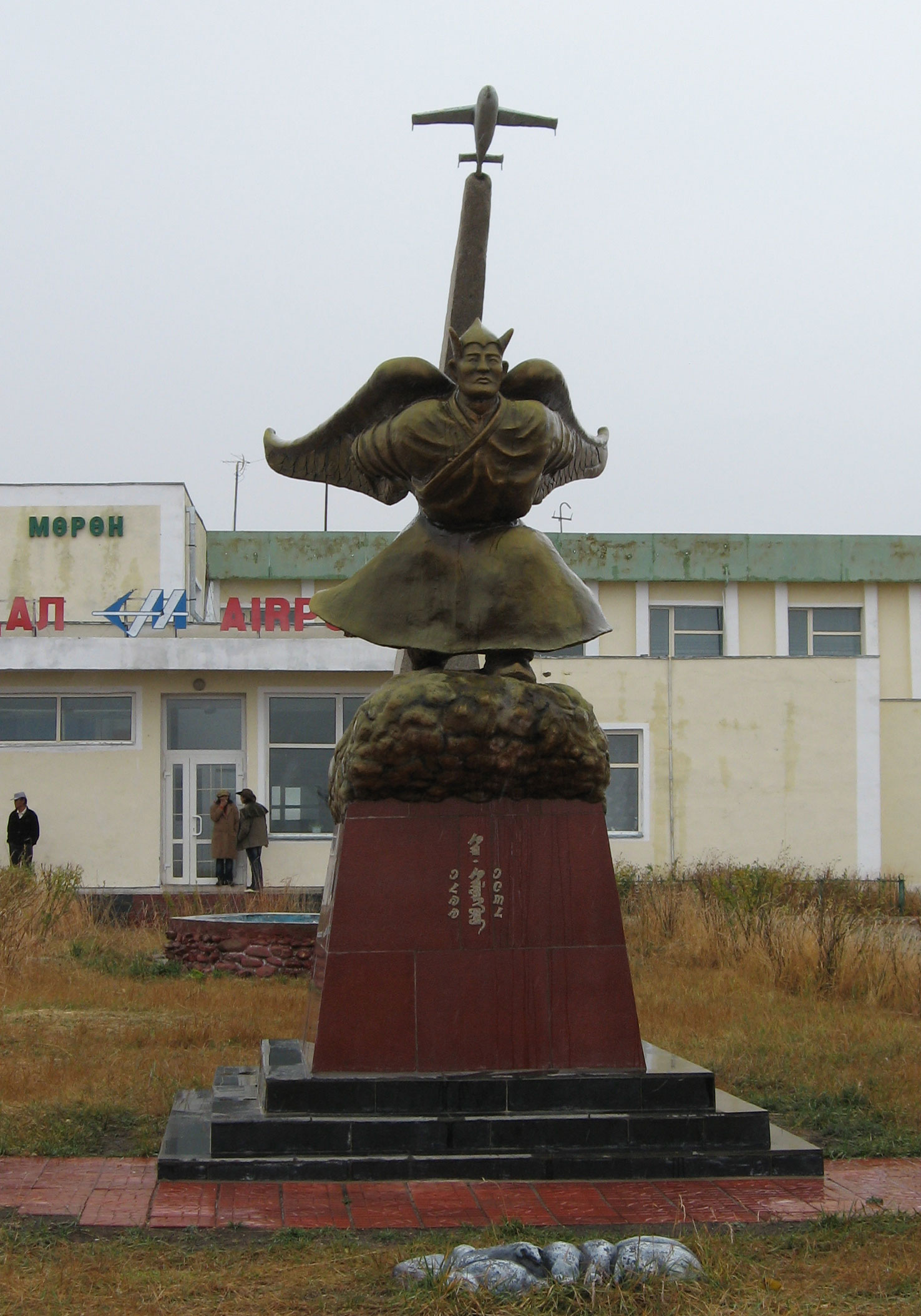
Đài kỷ niệm Gelenkhüü trước cửa sân bay
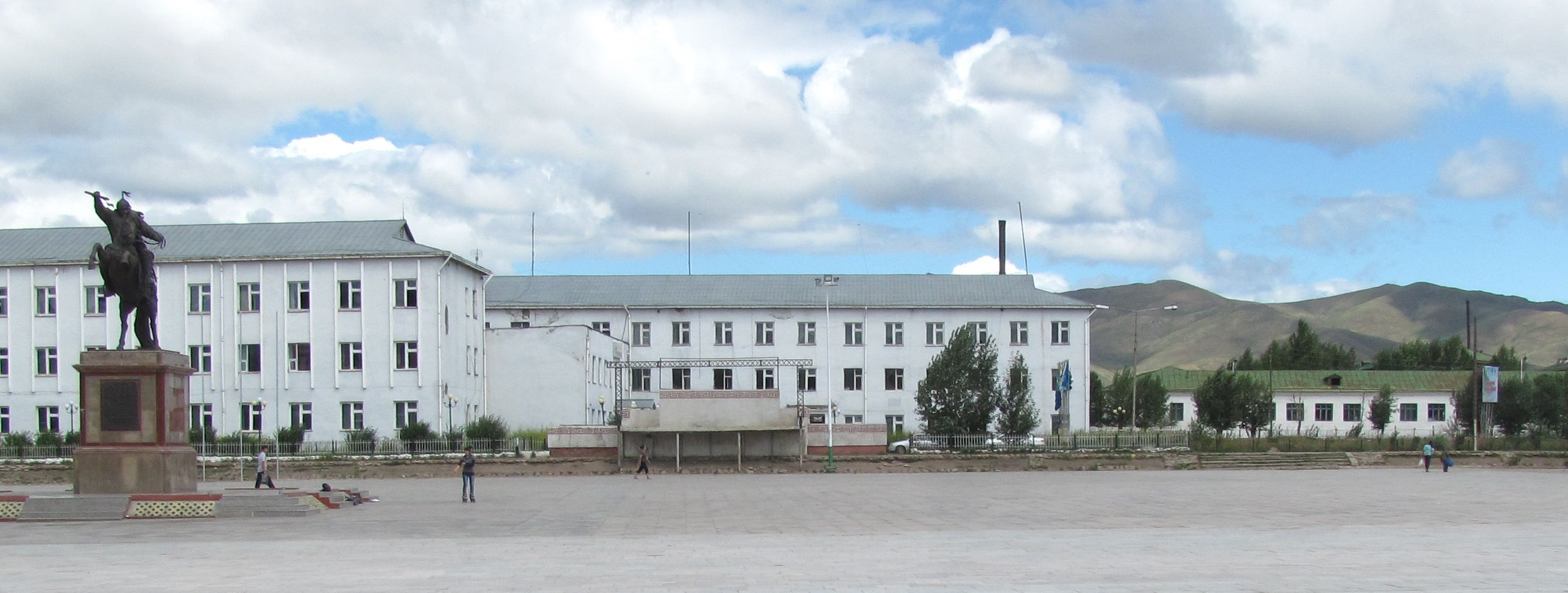
Quảng trường Trung tâm với đài kỷ niệm Davaadorj
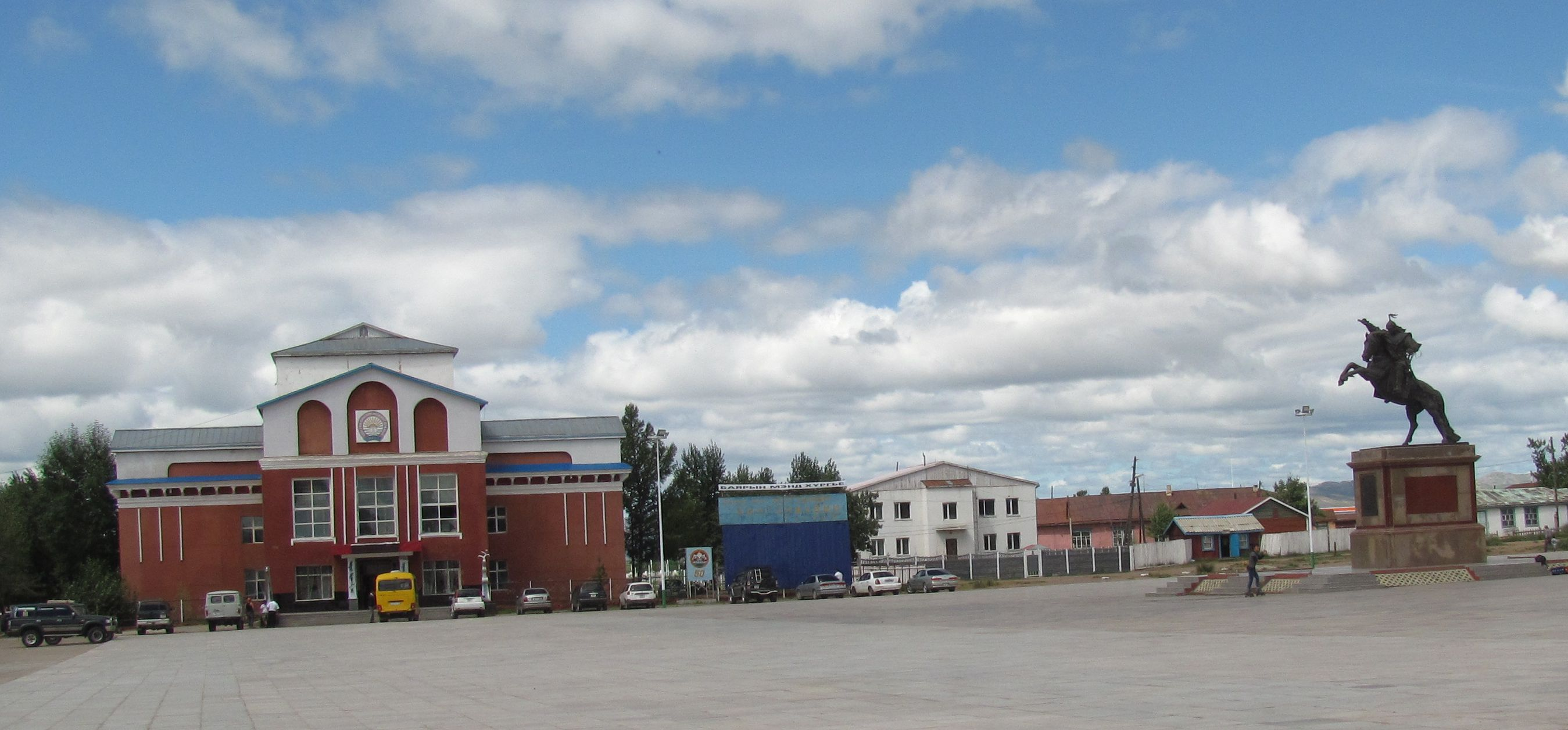
Bảo tàng
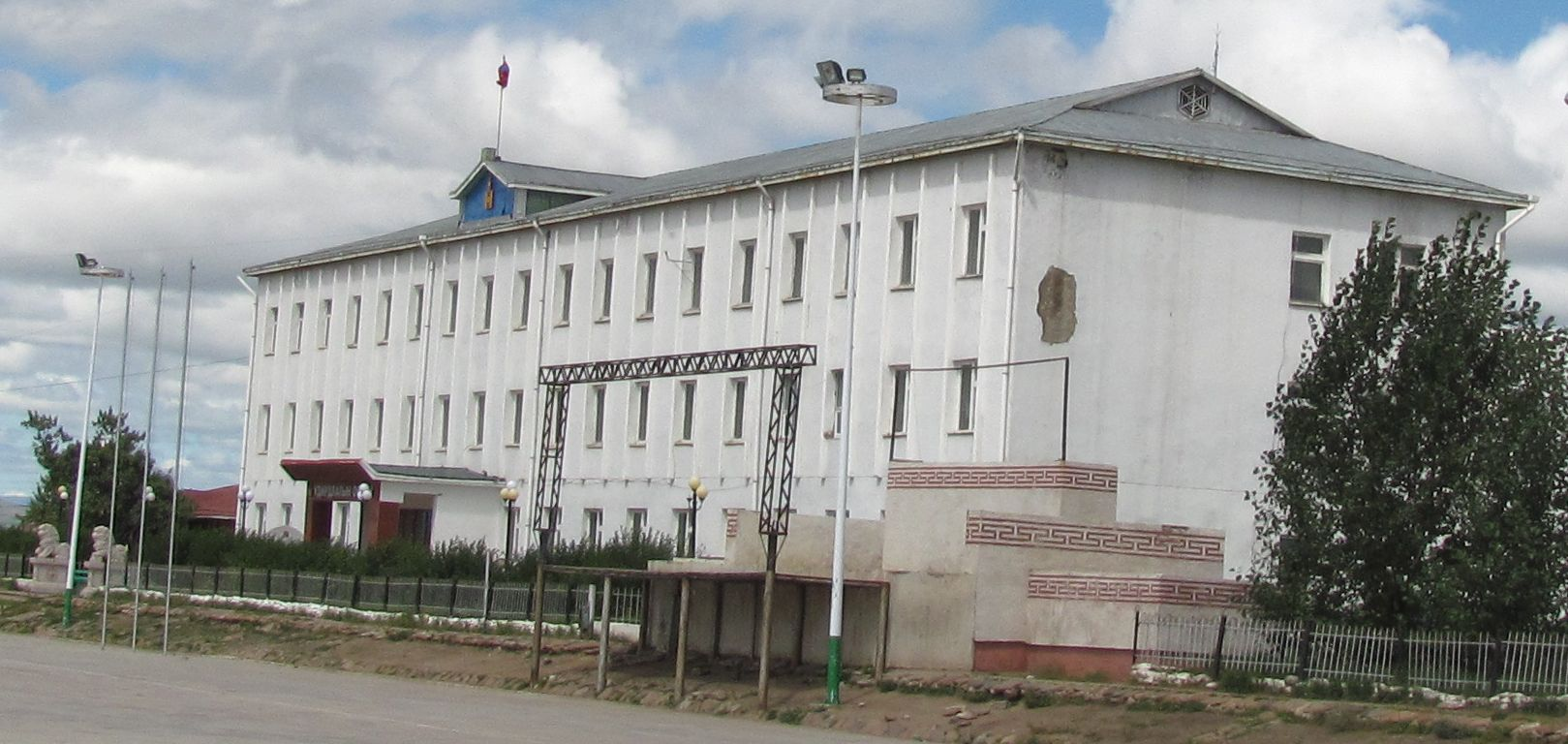
Tòa thị chính
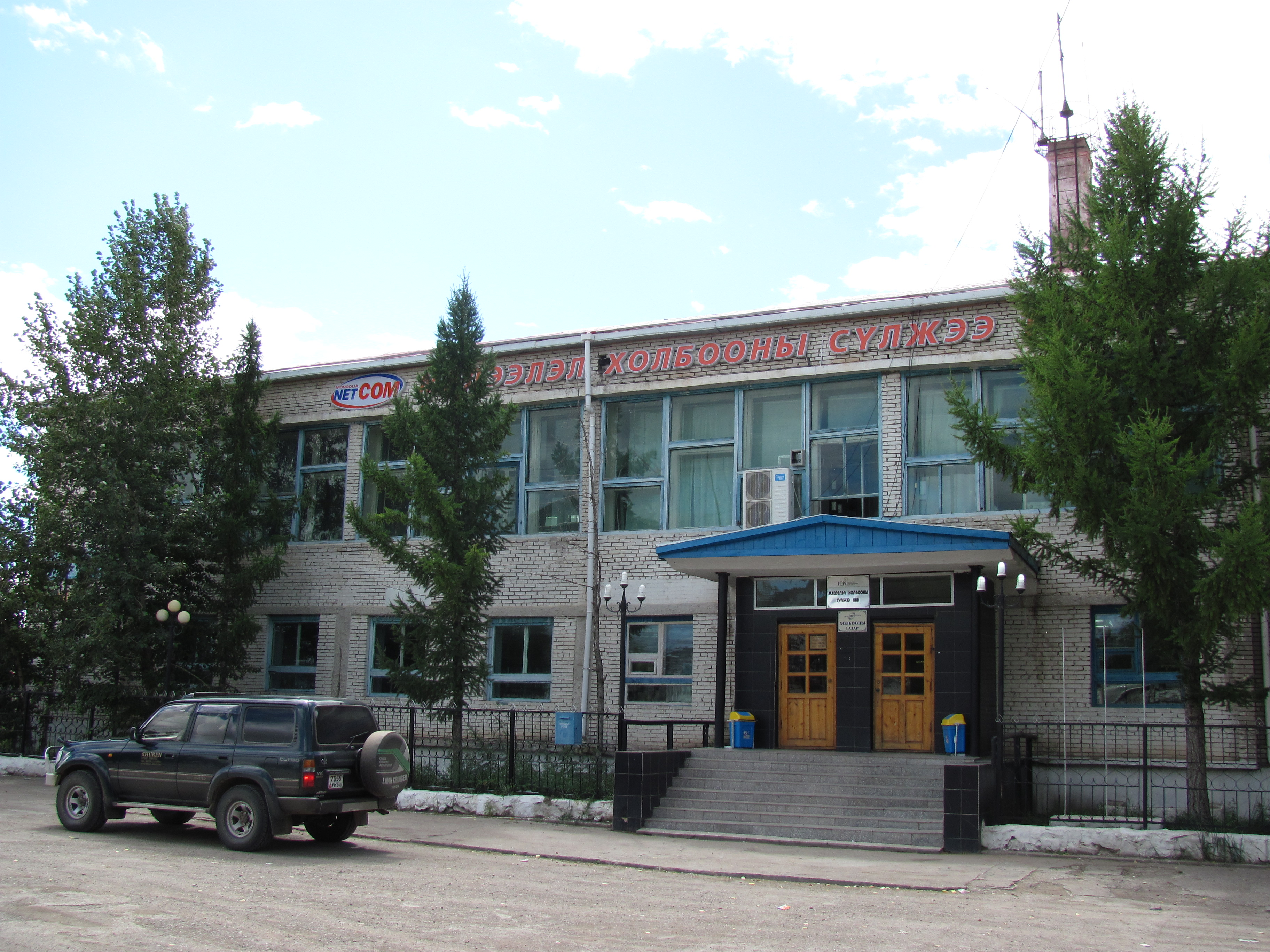
Bưu điện
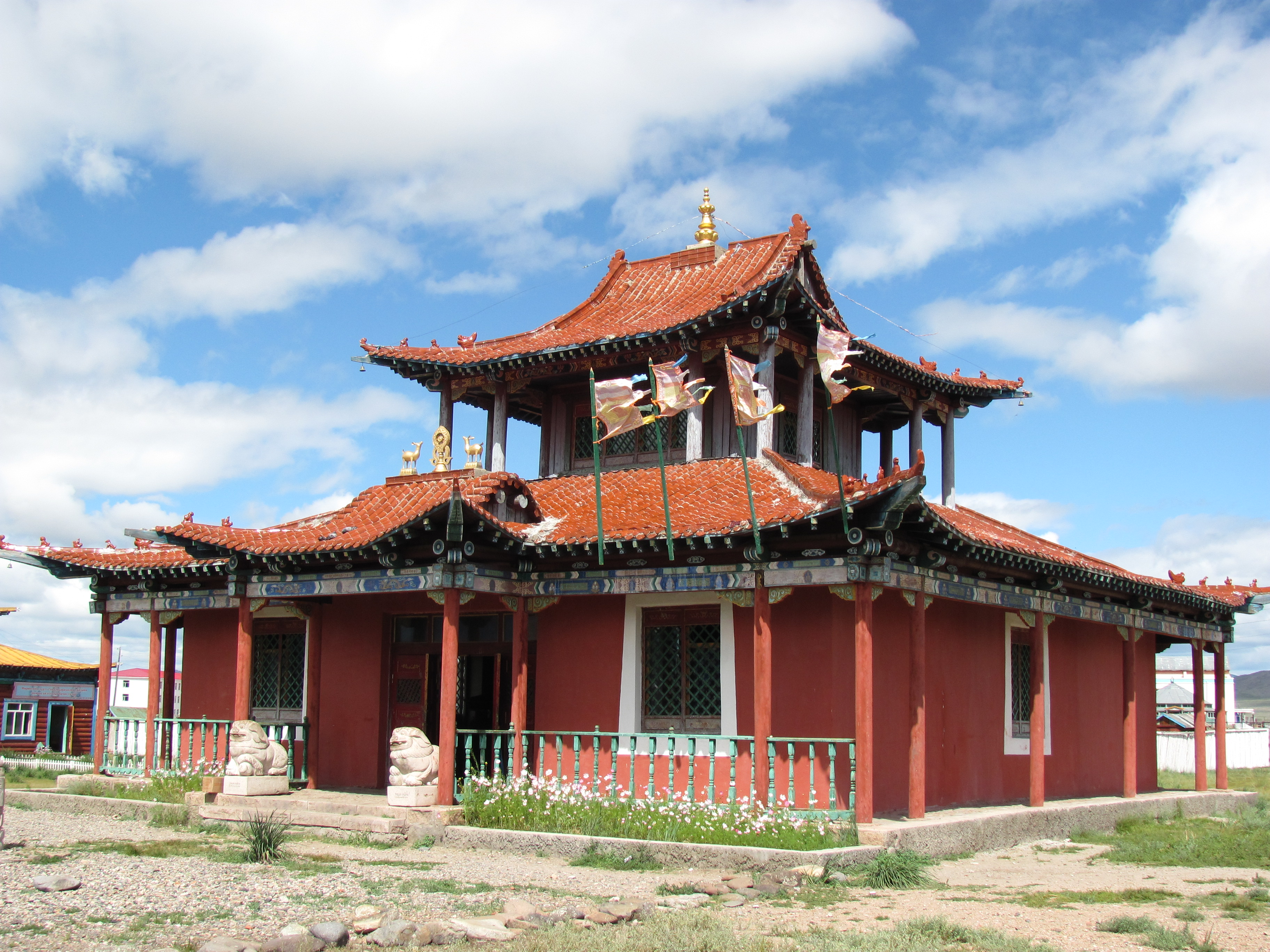
Tu viện Danzadardscha Khiid
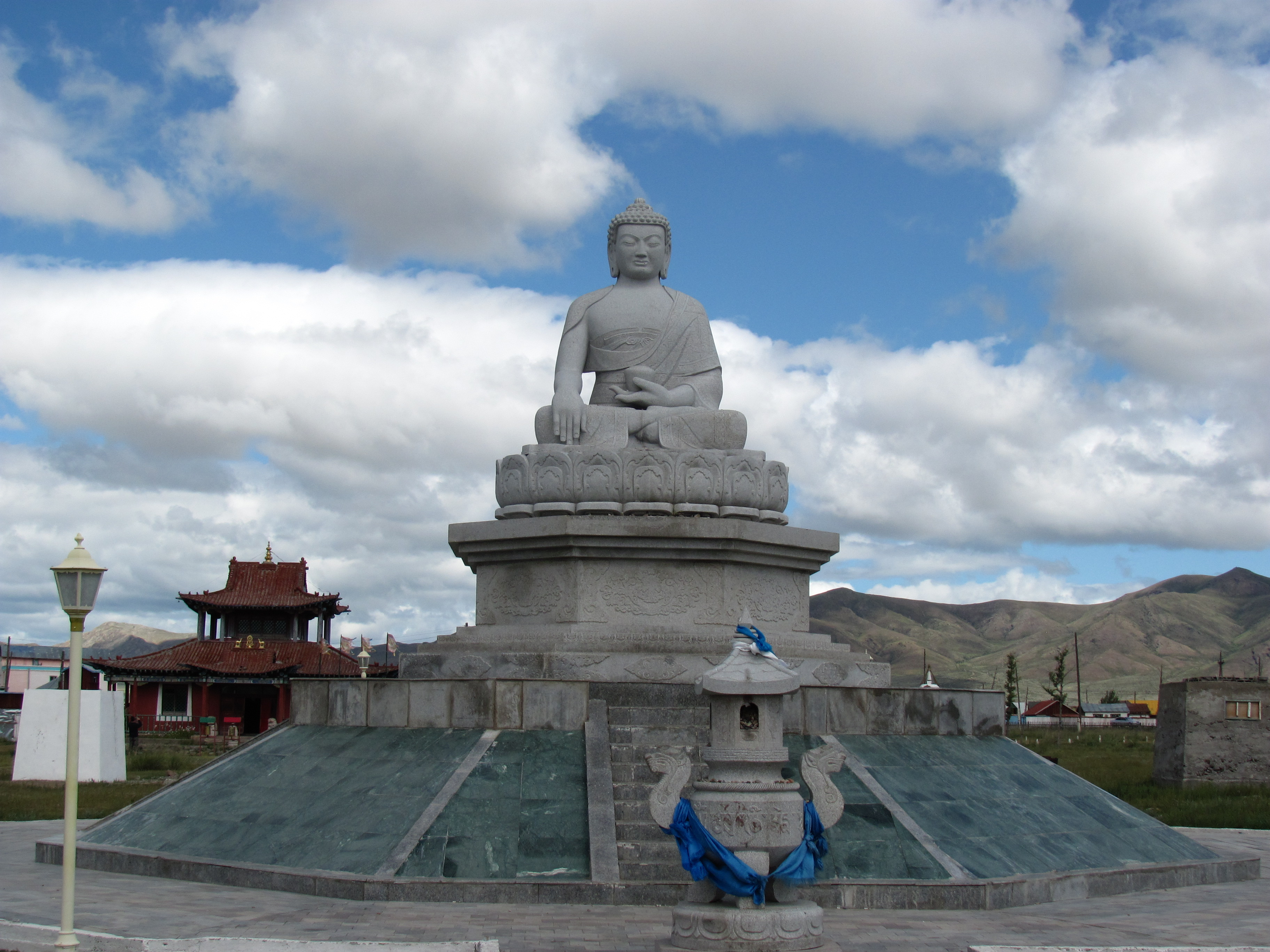
Tượng Phật trong Tu viện
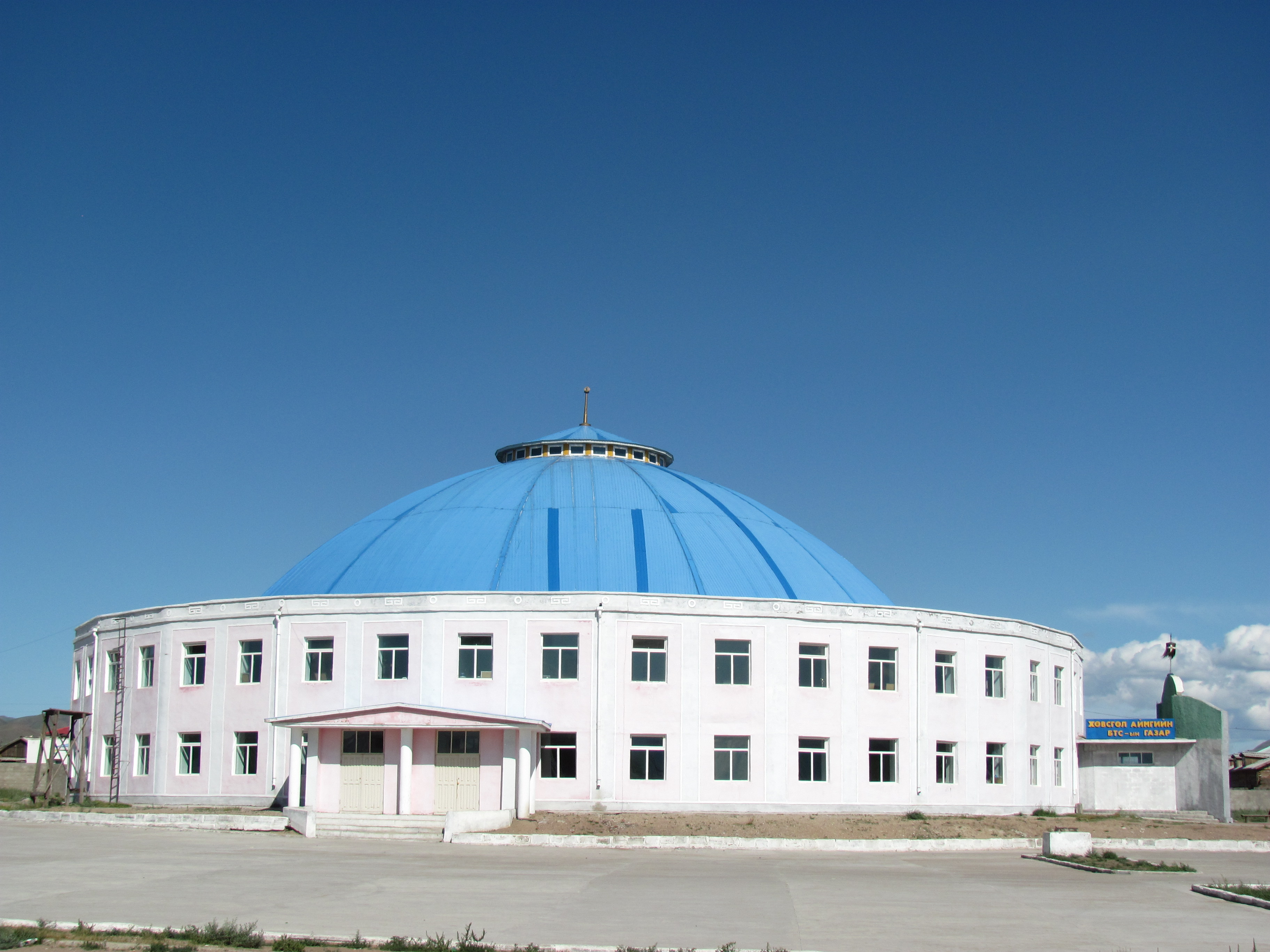
Sân đấu vật truyền thống
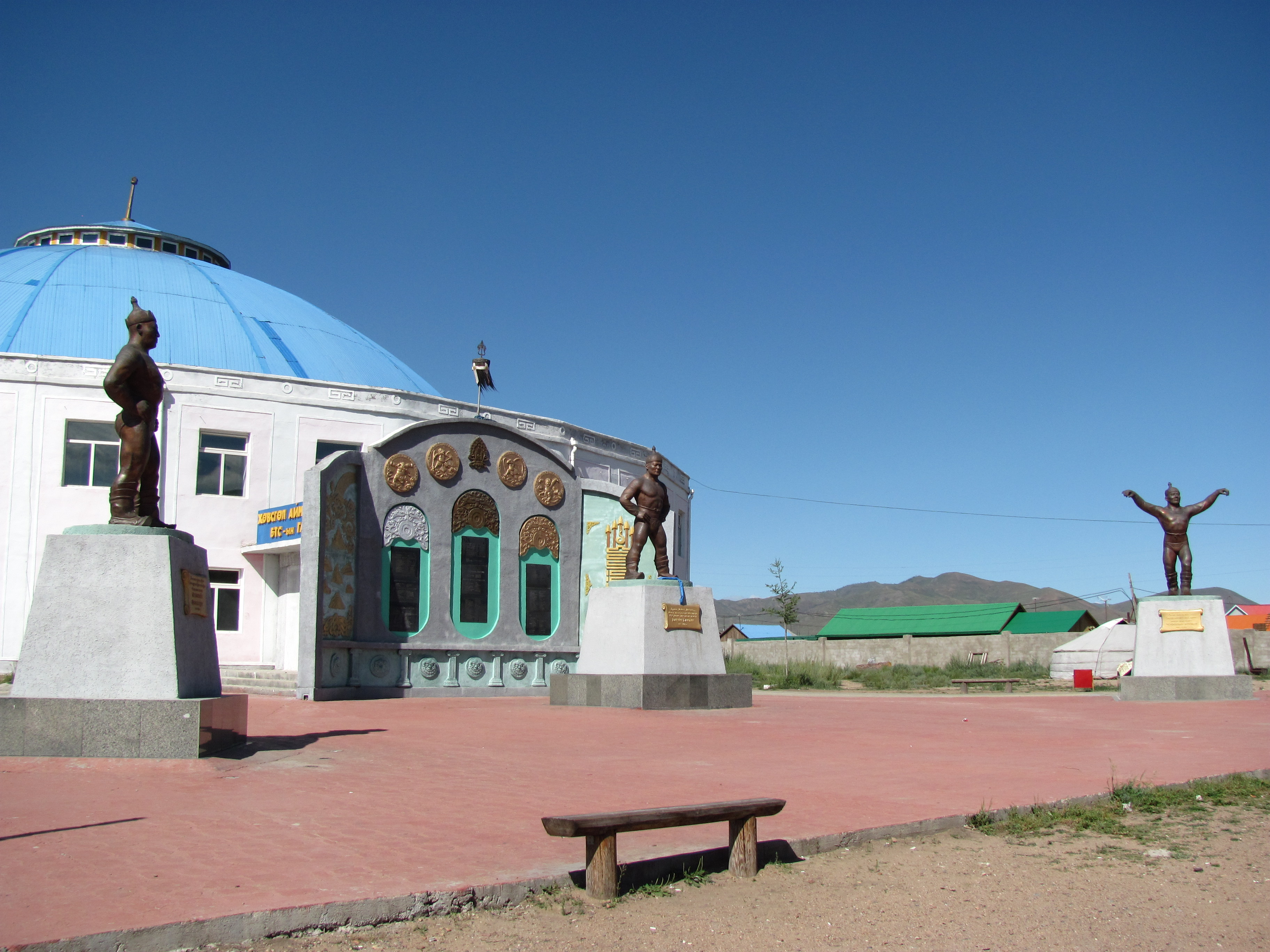
Đài kỷ niệm các lực sĩ đấu vật truyền thống
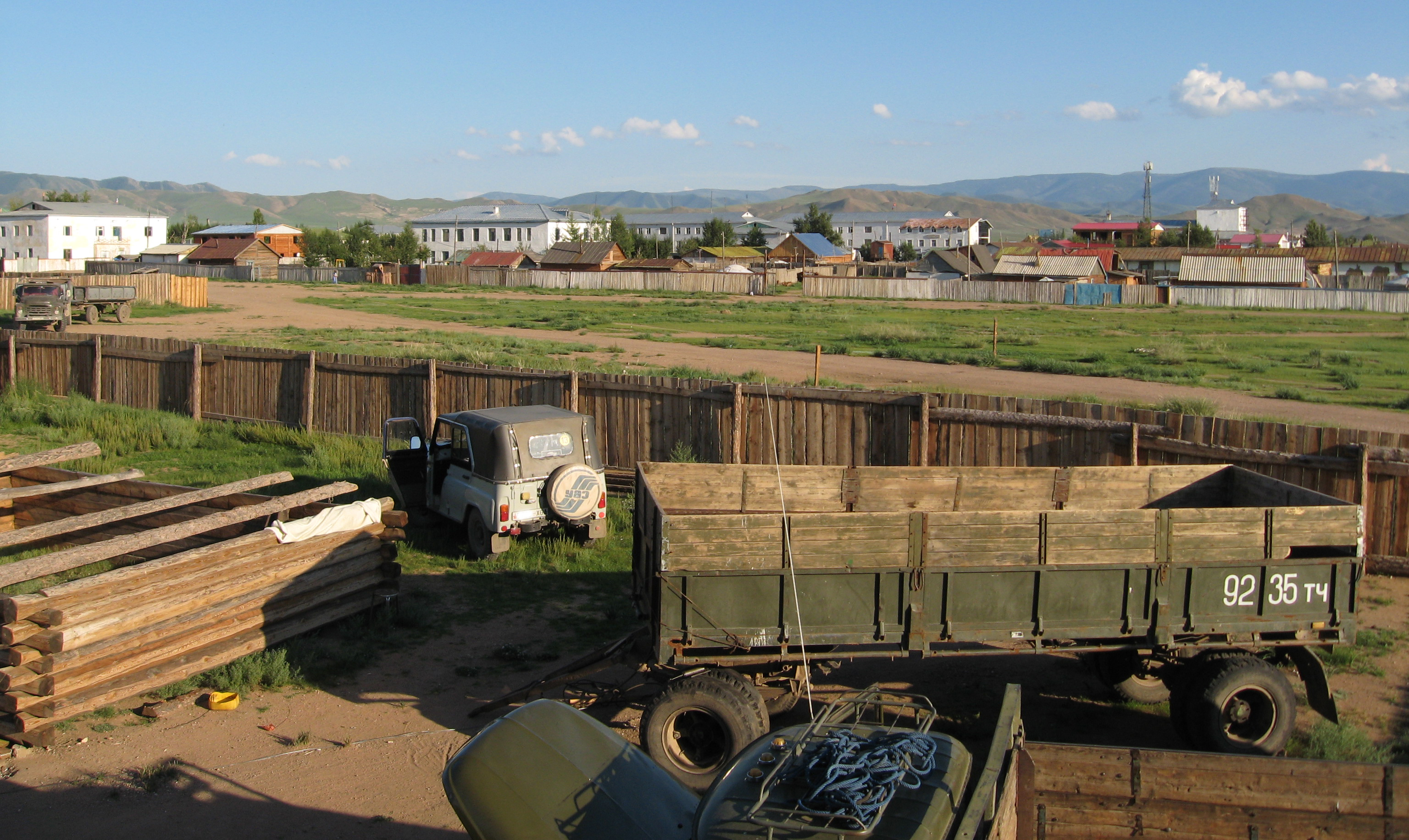
Phần phía tây của Mörön